# Friedrich Engel
Pour les articles homonymes, voir Engel.
Cet article possède un paronyme, voir Friedrich Engels.
Friedrich Engel, né le 26 décembre 1861 à Lugau près de Chemnitz et mort le 29 septembre 1941 à Giessen, est un mathématicien allemand.

## Biographie
Engel a soutenu sa thèse à l'université de Leipzig en 1883, sous la direction d'Adolph Mayer (de).
Nommé à l'université de Leipzig (1885-1904), puis à l'université de Greifswald (1904-1913) et enfin à l'université de Giessen (1913-1931), il fut présenté par Felix Klein à Sophus Lie, avec lequel il travailla de 1888 à 1893. Par la suite, Friedrich Engel édita les œuvres de Lie de 1922 à 1937.
D'autre part, Engel a fait connaître Hermann Grassmann, dont il a publié les œuvres complètes, et Nikolaï Lobatchevski, qu'il a traduit du russe en allemand. Enfin, il a écrit une histoire de la géométrie non euclidienne en collaboration avec Paul Stäckel. Il a eu de nombreux étudiants de thèse, dont Abraham Plessner (de).
En 1910, il a été président de la Deutsche Mathematiker-Vereinigung.